# De Verboden Vrucht
De Verboden Vrucht van brouwerij De Kluis is een bier van hoge gisting met hergisting op fles. Het is een zwaar (8,5%) en fruitig bier met een roodbruine kleur. Het bevat mout, hop, water en toegevoegde suikers, wat het een zoete smaak geeft.
De Verboden Vrucht heeft ook een eigen glas: bolvormig, met een gedraaide voet.